# جيني هوشكينغ
جيني هوشكينغ (بالإنجليزية: Jenny Hocking)‏ هي كاتِبة ومؤرخة أسترالية، ولدت في 1953 في ملبورن في أستراليا.

## وصلات خارجية
- جيني هوشكينغ على موقع IMDb (الإنجليزية)
- جيني هوشكينغ على موقع قاعدة بيانات الفيلم (الإنجليزية)